# Wiazyń (rejon wilejski)
Wiazyń (biał. i ros. Вязынь) – wieś na Białorusi, w rejonie wilejskim obwodu mińskiego.
Siedziba parafii prawosławnej (pw. Zaśnięcia Matki Bożej) i rzymskokatolickiej (pw. Narodzenia Najświętszej Maryi Panny).

## Historia
W czasach zaborów miasteczko i folwark (następnie majątek) w gminie Wiazyń, w powiecie wilejskim, w guberni wileńskiej Imperium Rosyjskiego. W 1881 roku miasteczko liczyło 270 mieszkańców. Była tu cerkiew prawosławna, kaplica katolicka parafii Olkowicze, żydowski dom modlitwy oraz szkoła ludowa. Folwark w 1866 roku liczył 91 mieszkańców, był tu browar i gorzelnia. Dwór i wszystkie budynki były murowane.
W latach 1921–1945 miasteczko i folwark leżały w Polsce, w województwie wileńskim, w powiecie wilejskim, w gminie Wiazyń. siedziba wiejskiej gminy Wiazyń.
Miasteczko, należało do Zborowskich, Wołowiczów, Wituńskich i Gieczewiczów. Przed erygowaniem parafii wiazyńskiej należała do parafii z siedzibą w Olkowiczach, a jeszcze poprzednio – Ilii.
Według Powszechnego Spisu Ludności z 1921 roku zamieszkiwało:
- miasteczko – 507 osób, 65 było wyznania rzymskokatolickiego, 305 prawosławnego a 137 mojżeszowego. Jednocześnie 59 mieszkańców zadeklarowało polską, 302 białoruską, 132 żydowską a 9 rosyjską przynależność narodową. Było tu 95 budynków mieszkalnych[7]. W 1931 w 107 domach zamieszkiwało 579 osób[8].
- majątek – 181 osób, 81 było wyznania rzymskokatolickiego, 100 prawosławnego. Jednocześnie 51 mieszkańców zadeklarowało polską, 130 białoruską przynależność narodową. Było tu 15 budynków mieszkalnych[7]. W 1931 w 14 domach zamieszkiwało 175 osób[8].

Wierni należeli do parafii rzymskokatolickiej w Ilii i miejscowej prawosławnej. Miejscowość podlegała pod Sąd Grodzki w Ilii i Okręgowy w Wilnie; mieścił się tu urząd pocztowy obsługujący znaczną część gminy Wiazyń.
Podczas okupacji hitlerowskiej, w październiku 1941 roku Niemcy utworzyli getto dla żydowskich mieszkańców. Przebywało w nim około 200 osób. W czerwcu 1943 roku Niemcy zlikwidowali getto, a Żydów zamordowali.

## Zabytki
- kościół parafialny pw. Narodzenia NMP z 1908 roku, odnowiony w 2005 roku. Wcześniej kaplica grobowa rodziny właścicieli ziemskich Gieczewiczów.
- cmentarz katolicki
- cerkiew prawosławna pw. Zaśnięcia Matki Bożej, parafialna
- obiekty podworskie

## Parafia rzymskokatolicka
Parafia leży w dekanacie wilejskim archidiecezji mińsko-mohylewskiej. Pierwsza wzmianka o parafii pochodzi z 1543 r. Obecny kościół wzniesiono w latach 1908-1909 jako kaplicę grobową. Po II wojnie światowej został zamknięty, w różnych okresach znajdowały się w nim klub, magazyn i muzeum. W 1993 r. został zwrócony wiernym i odremontowany.

## Galeria

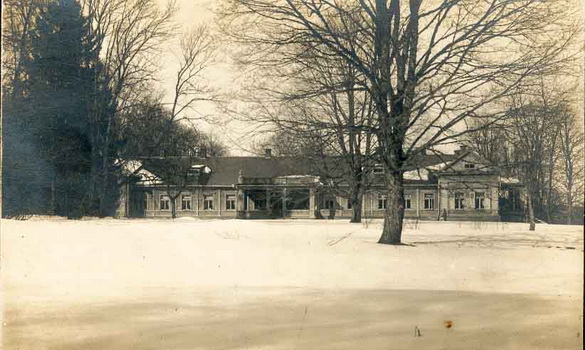
Dwór około 1916 roku
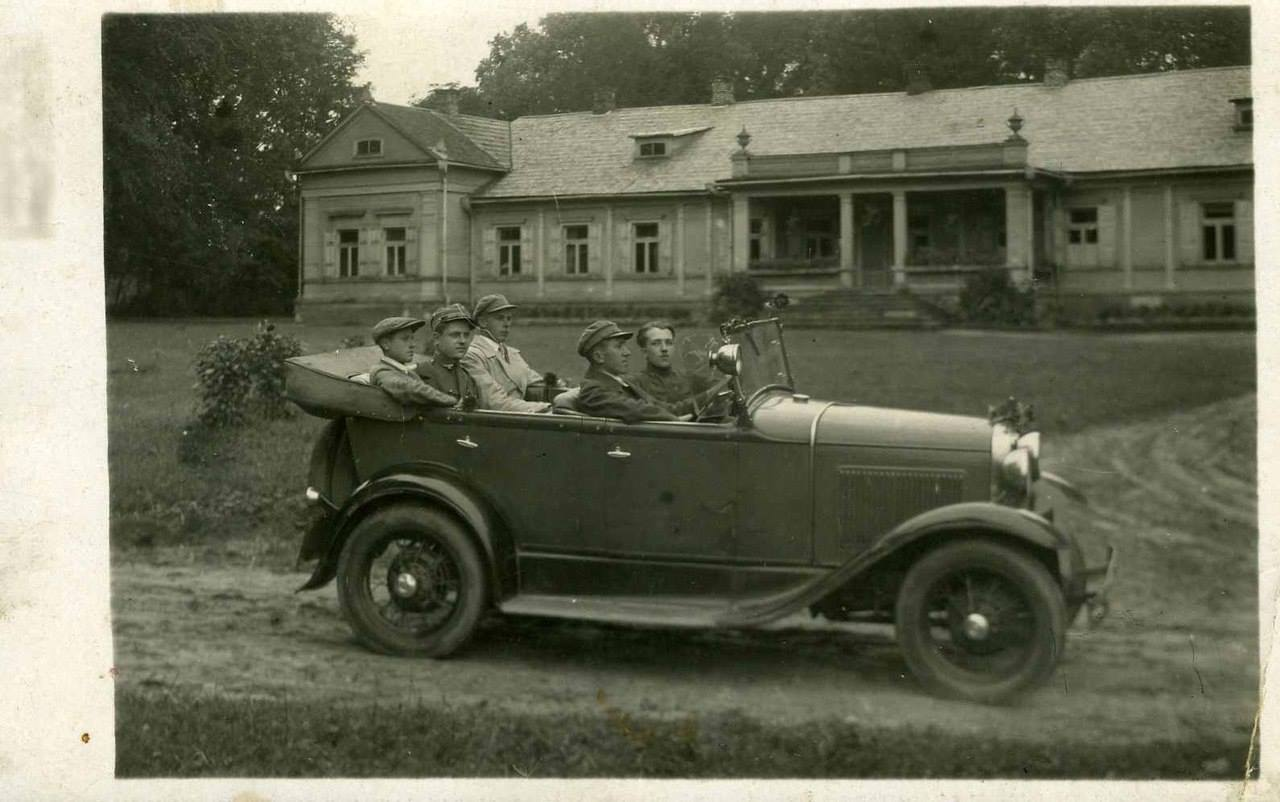
Dwór około 1930
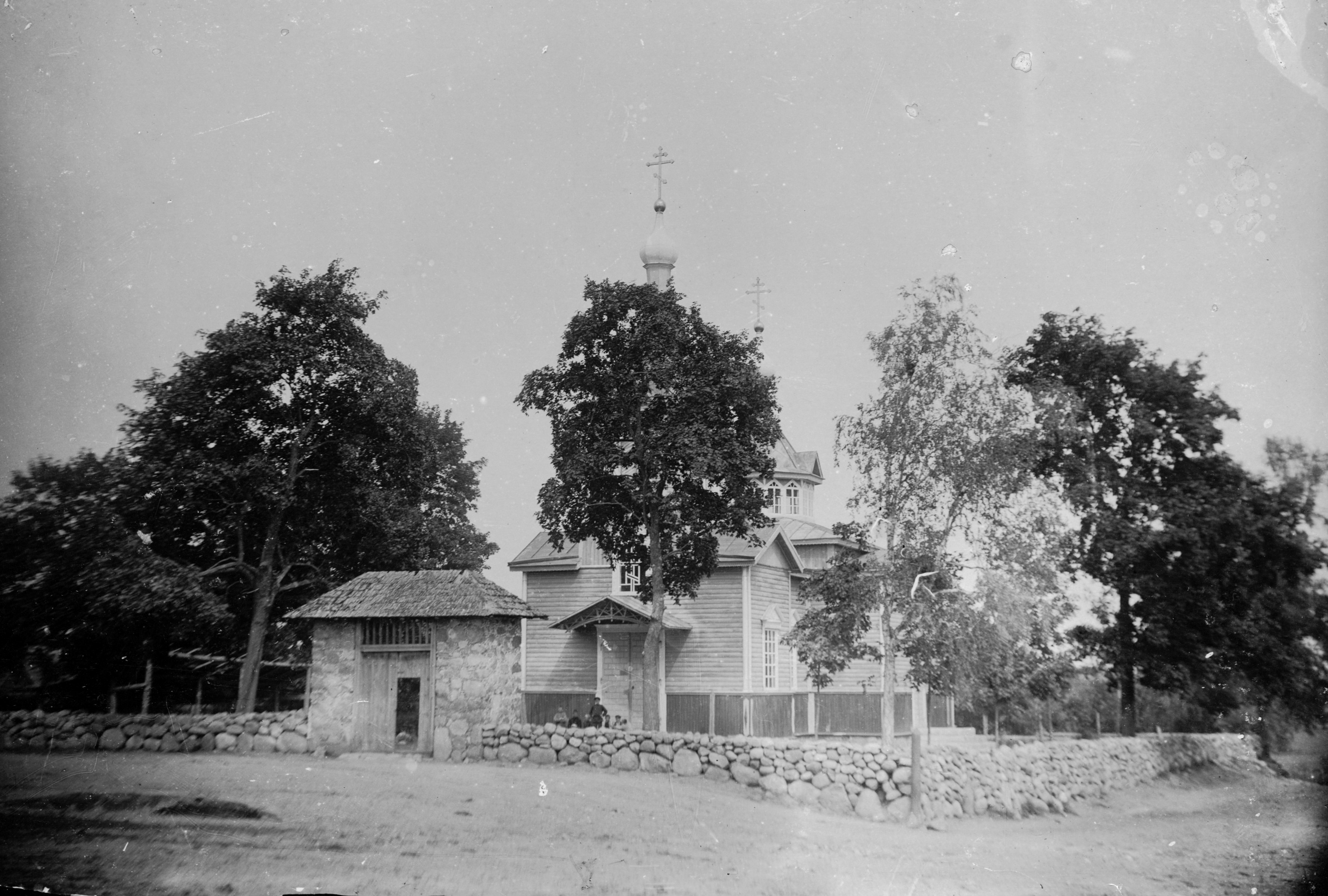
Cerkiew około 1900 roku
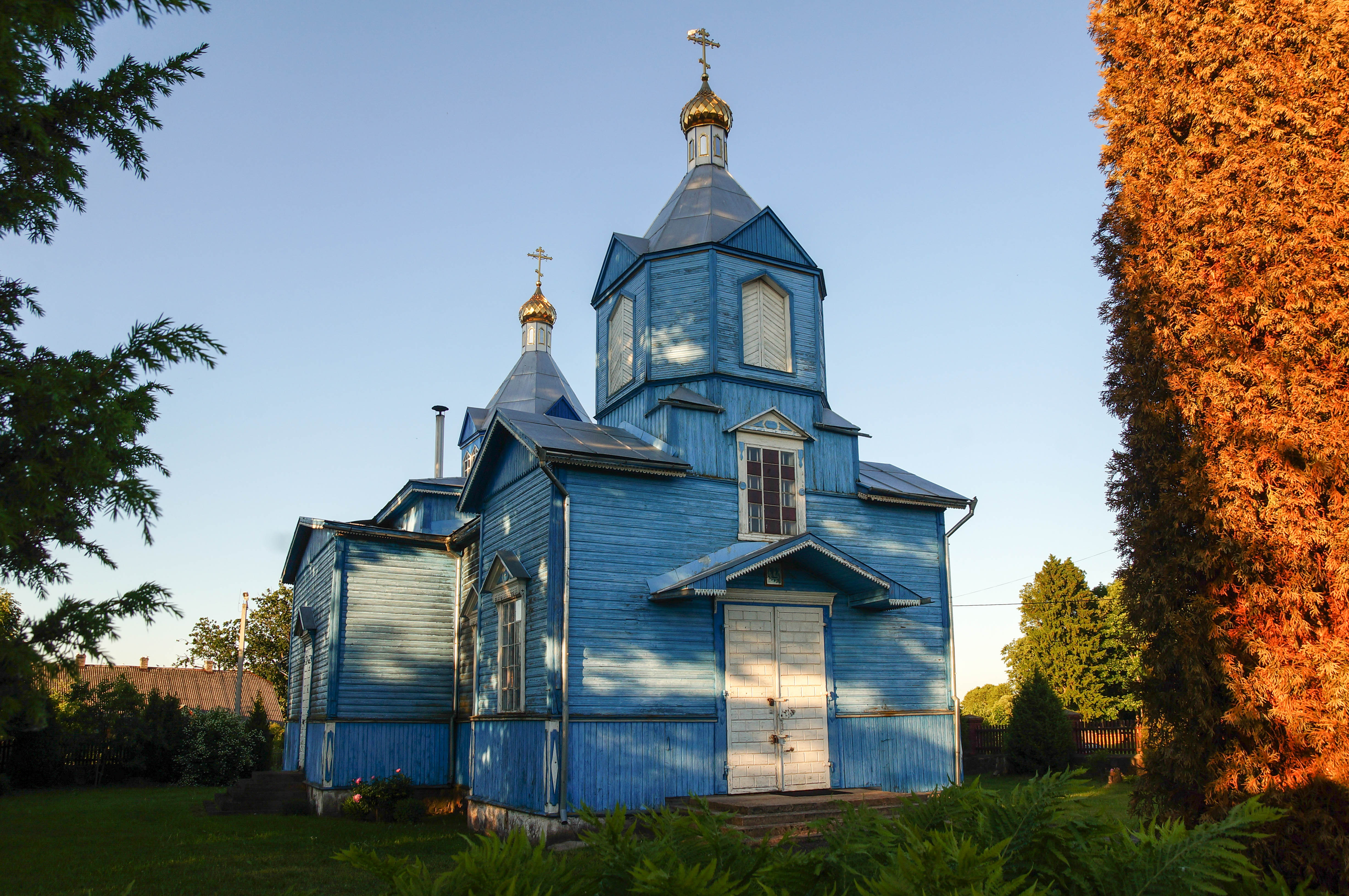
Cerkiew współcześnie (2018)